# カラヴェラ
カラヴェラ (Caravela) はギニアビサウのビジャゴ諸島の北西部に位置する島である。この島にある同名の町は、ボラマ州カラヴェラ区に位置し、カラヴェラ区の首府である。